# Szotyory László
Szotyory László (Kolozsvár, 1957. január 8.–) Munkácsy Mihály-díjas magyar festőművész.

## Életútja, munkássága
1970-ben áttelepült szüleivel Magyarországra. Felsőfokú tanulmányokat a Magyar Képzőművészeti Főiskolán folytatott, ahol Kokas Ignác és Dienes Gábor voltak a mesterei. Kokas Ignác tanítványai nem lettek epigonok, a mester hagyta, hogy festő növendékei megtalálják saját egyéni útjukat és stílusukat. Szotyory 1983-ban diplomázott, Budapesten él és alkot. 
Az 1980-as években bontakozott ki festőművészete, mely az impresszinisztikus és a figurális hagyományokból táplálkozik. Nem kifejezetten a plein air festéshez áll közel, inkább egy tárgyiasabb világ bontakozik ki képein. Kedves témái közé tartoznak Észak-Amerika tájai, útjai, az országutakon futó hatalmas gépkocsik, az amerikai autók, az amerikai mozi. Ihletet merített filmjelenetekből is, festett Canova-parafrázisokat vagy éppen szobrokkal teli parkokat. Látványfestészetet művel, de műveit nem a látvány, hanem képzeletének szülöttei alkotják, saját gondolataiból, meglátásaiból, érzéseiből építkezik. 
1983 óta kiállító művész. Számos köz- és magángyűjteményben megtalálhatók alkotásai mind Amerikában (Axis Galery, Atlanta; Brenau University Galery, Geinswill) mind pedig a Kárpát-medence (Dunaszerdahely, Szlovákia; Magyar Látványtár, Tapolca-Diszel; Ludwig Múzeum – Kortárs Művészeti Múzeum, Budapest; Magyar Zsidó Múzeum, stb.) országaiban. Számos díjjal, elismeréssel jutalmazták munkáit.

## Kiállításai (válogatás)

### Egyéni
- 1983 • Vegyipari Egyetem aulája, Veszprém
- 1988 • Városi Galéria, Vác
- 1989 • József Attila Művelődési Ház, Dunakeszi • Művelődési Központ, Balassagyarmat
- 1990 • Vegyipari Egyetem aulája, Veszprém
- 1991 • Stúdió Galéria
- 1993 • El Kazovszkijjal, Kalocsa • El Kazovszkijjal, Lengyel Kulturális Központ • Keener Galery, Atlanta, Georgia, USA
- 1994 • El Kazovszkijjal, Magyar Intézet, Moszkva
- 1996 • Városi Könyvtár, Győr • Összefüggő parkok, Fészek Galéria
- 1998 • Várfok Galéria
- 1999 • Parkok, nők, autók, Fővárosi Képtár, azaz Kiscelli Múzeum • Várfok Galéria
- 2000 • Szent István Király Múzeum – Rendház • MaMű[2] Galéria • Várfok Galéria
- 2001 • Közép-európai Egyetem • Várfok Galéria
- 2002 • Várfok Galéria – Project Room (volt Várfok Terem)
- 2003 • Retorta Galéria
- 2004 • Épületek, építmények – Szotyory László kiállítása, Várfok Galéria
- 2007 • Új művek, Egry József Emlékmúzeum  • Dionüszosz a pálmák közt – Szotyory László festőművész 50. születésnapjára rendezett kiállítás, Várfok Galéria
- 2011 • TESTTEXTÚRÁK – Magánmitológiák és testkultusz az európai művészetben, Hommage a El Kazovszkij – Fehér Zoltán, Kecskés Péter, Szotyory László kiállítása, Bartók '32 Galéria • Pelikán Galéria, Székesfehérvár

### Csoportos
- 2004 • Veszprémi Tavaszi Tárlat, Veszprémi Művészetek Háza, Veszprém
- 2005 • Az Egészséges Nemzedékért Alapítvány kortárs magyar művészeti aukciója,[3] Nagyházi Galéria és Aukciósház • Áldozat – Engesztelés – 32 meghívott művész kortárs képzőművészeti kiállítása, Magyar Zsidó Múzeum és Levéltár
- 2006 • Kokas Ignác és a Kokas-tanítványok, Műcsarnok[4][5]
- 2007 • Start! – Válogatás Kiss Tamás műgyűjteményéből I., Veszprém

## Díjak, elismerések (válogatás)
- 1990-1993 • Derkovits Gyula képzőművészeti ösztöndíj
- 1991 • MAOE nívódíj
- 2000 • Munkácsy Mihály-díj
- 2003 • Palládium díj
- 2004 • Magyar Alkotóművészek Országos Egyesületének díja